# Анна Фёдоровна (княгиня мазовецкая)
Анна Фёдоровна (пол. Anna Fiodorówna; род. в 1390-х — ум. между 3 мая и 1 августа 1458) — княгиня мазовецкая, супруга князя Болеслава III.

## Происхождение
Согласно ранним источникам, была дочерью князя Ивана Ольгимундовича Гольшанского. Более правдоподобной считается версия, согласно которой Анна происходила из рода Гедиминовичей (приходилась правнучкой Гедимину) и была дочерью князя ратненского Фёдора Ольгердовича, сына великого князя литовского Ольгерда от первого брака с Марией Витебской.

## Биография
Была замужем за князем Болеславом III, сыном князя варшавского Януша Мазовецкого. Болеслав III и его отец Януш были представителями мазовецкой линии польской княжеской и королевской династии Пястов. Князь Януш Мазовецкий пережил всех своих детей и завещал княжество своему внуку Болеславу, сыну Анны Фёдоровны и Болеслава III. После смерти князя Януша в 1429 году и до 1436 года Анна Фёдоровна была регентшей при своём сыне князе Болеславе IV.
В 1454 году княгиня Анна основала в Варшаве на берегу Вислы костёл для монахов-бернардинцев, выбрав его местом своего погребения. Основанный княгиней храм получил название Костёл Святой Анны (пол. Kościół św. Anny w Warszawie).